# ベガム (護衛空母)
ボリナス (USS Bolinas, AVG/ACV/CVE-36) は、アメリカ海軍の護衛空母。ボーグ級航空母艦の1隻。

## 艦歴
ボリナスは海事委任契約の下ワシントン州タコマのシアトル・タコマ造船所で1941年5月15日に起工し、1942年11月11日にG・B・シャーウッド夫人によって進水した。1943年7月22日にH・L・ミードゥ艦長の指揮下就役する。
1943年8月2日にレンドリース法に基づきイギリス海軍に移管され、ベガム (HMS Begum, D38) と改名され就役した。
ベガムは第二次世界大戦を通じてイギリス海軍で運用され、その後アメリカに返還される。1946年6月19日に除籍、1947年4月16日に民間に売却され Raki と改名される。その後に I Yung と再び改名され、1974年に台湾でスクラップとして廃棄された。